# جادرولينيجا
جادرولينيجا هي شركة شحن بحري كرواتية. إنها شركة مملوكة للدولة وتتمثل مهمتها الرئيسية في ربط الجزر الكرواتية بالبر الرئيسي من خلال تشغيل خدمات نقل الركاب والبضائع العادية. تدير الشركة بشكل أساسي عبارات سيارات على الطرق الداخلية على طول الساحل الكرواتي ، بالإضافة إلى الطرق الدولية عبر البحر الأدرياتيكي إلى إيطاليا (إلى موانئ أنكونا وباري).تشغل الشركة حاليًا أسطولًا مكونًا من 55 سفينة: لديها ثلاث عبارات كبيرة تسمى دبروفانيك و ماركو بولو و زادار والتي تُستخدم في الطرق طويلة المدى والدولية ، و 37 عبارة أصغر تستخدم لخدمة الركاب المحلية ، وثماني قوارب ، وحافلة مائية واحدة ، وخمس سفن تقليدية . تبلغ السعة الاستيعابية الإجمالية للأسطول 3600 مركبة و 27.540 راكبًا. في عام 2007 ، نقلت الشركة ما مجموعه 9.4 مليون مسافر و 2.4 مليون سيارة.  تأسست جادرولينيجا في رييكا في 20 يناير 1947 كإستمرار لشركات الشحن الصغيرة المختلفة التي عملت على طول الساحل الكرواتي منذ عام 1872.  اعتبارًا من عام 2015 ، كانت أكبر شركة شحن للركاب في كرواتيا. في عام 2014 ، نقلت سفنها 9،981،949 راكبًا و 2،530،434 مركبة.